# Břetislav Funiok
Břetislav Funiok (1. srpna 1947 Soběšovice – 22. prosince 1965 asi státní hranice u obce Nový Žďár) byl český elektrikář, který byl v roce 1965 jako vůbec poslední na území Československa usmrcen elektrickým proudem při pokusu překročit státní hranici do Západního Německa při útěku z Československa.
Narodil se v roce 1947 v Soběšovicích. V obci žil asi do roku 1965. Po absolvování školní docházky začal pracovat jako elektrikář. 
Dne 22. prosince 1965 se rozhodl překročit státní hranici s cílem emigrovat ze země. U obce Nový Žďár se dostal do hraničního pásma, načež jej po překonání první stěny zasáhnul elektrický proud v hraničním plotě. Po objevení příslušníky Pohraniční stráže byl již ve stavu klinické smrti převezen do nemocnice v Aši, kde byl pouze prohlášen za mrtvého (zda zemřel na místě či během převozu do nemocnice není jasné). O několik dní později došlo ke zpopelnění jeho těla.
Stal se tak posledním uprchlíkem prchajícím z Československa, který na státní hranici zemřel po zásahu elektrickým proudem. Již v době jeho smrti se totiž od této metody v komunistickém Československu upouštělo.